# مکتب سالامانکا

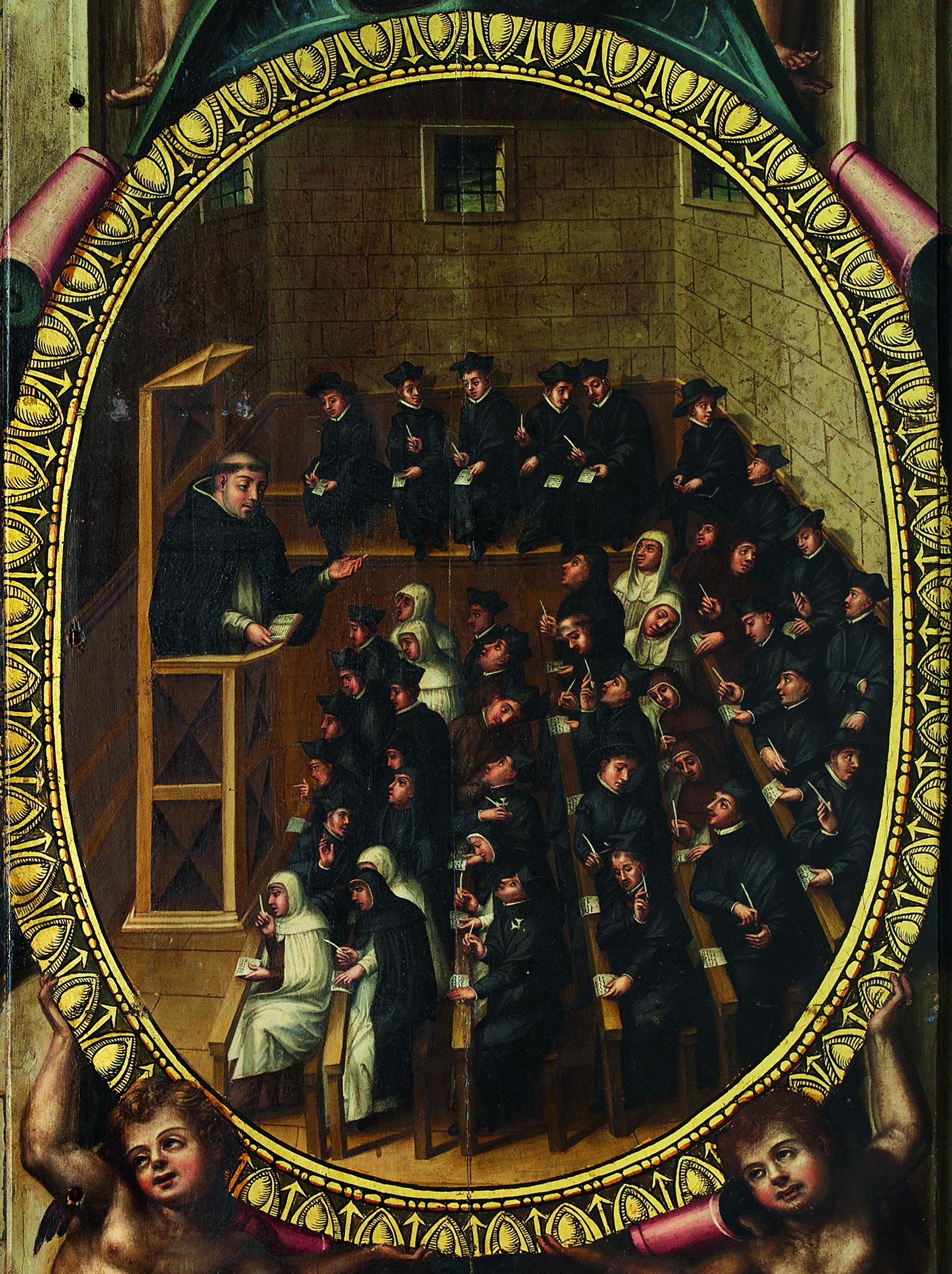
کلاس درس قرن هفدهمی در دانشگاه سالامانکا

مکتب سالامانکا (اسپانیایی: Escuela de Salamanca‎) رنسانس اندیشه در زمینه‌های مختلف فکری توسط الهیدانان اسپانیایی است که ریشه در کار فکری و آموزشی فرانسیسکو دو ویتوریا دارد. از آغاز قرن شانزدهم، تصور سنتی کاتولیک از انسان و رابطه او با خدا و جهان با ظهور اومانیسم، اصلاحات پروتستانی و اکتشافات جدید جغرافیایی و پیامدهای آنها مورد تهاجم قرار گرفت. این مشکلات جدید توسط مکتب سالامانکا مورد بحث قرار گرفت. این نام به دانشگاه سالامانکا، جایی که دو ویتوریا و سایر اعضای این مکتب در آن مستقر بودند، اشاره دارد.
دکترین حقوقی مکتب سالامانکا نشان دهنده پایان مفاهیم قرون وسطایی قانون بود و با احیای مجدد آزادی که در اروپای آن زمان معمول نبود مشخص می‌شود. حقوق طبیعی انسان به هر شکلی در مرکز توجه قرار گرفت، از جمله حقوق به عنوان یک موجود مادی (حق حیات، حقوق اقتصادی مانند حق مالکیت) و حقوق معنوی و عرفانی (حق آزادی اندیشه و کرامت انسانی).
مکتب سالامانکا مفهوم قانون طبیعی را مجدداً فرموله کرد: قانون از خود طبیعت سرچشمه می‌گیرد و همه آنچه در نظم طبیعی وجود دارد در این قانون شریک است. نتیجه‌گیری آنها این بود که با توجه به اینکه همه انسان‌ها دارای طبیعت یکسانی هستند، آنها همچنین دارای حقوق یکسانی برای زندگی و آزادی هستند. چنین دیدگاه‌هایی در اندیشه‌های اروپایی تازگی داشت و در تضاد با دیدگاه‌هایی بود که در آن زمان در اسپانیا و اروپا غالب بودند ولی بومیان قاره آمریکا چنین حقوقی نداشتند.
مکتب سالامانکا به عنوان «نخستین سنت اقتصادی» در زمینه اقتصاد توصیف شده‌است. مکتب سالامانکاه بحث در مورد خاستگاه نظریه اقتصادی در سرزمین اصلی اروپا را دوباره بر سر زبان‌ها انداخت و باعث شد تا کل تاریخ این رشته مورد ارزیابی مجدد قرار گیرد. توجه زیادی به اندیشه اقتصادی مکتب سالامانکا توسط تاریخ تحلیل اقتصادی جوزف شومپیتر (۱۹۵۴) جلب شده‌است. او استفاده از اصطلاح مکتب سالامانکا را در اقتصاد به کار نگرفت، اما قطعاً تثبیت کرد. شومپیتر به مطالعه دکترین فلسفه مدرسی به‌طور عام و دکترین مکتبی اسپانیایی به‌طور خاص پرداخت و سطح بالای علم اقتصادی در اسپانیا را در قرن شانزدهم ستود. او استدلال کرد که مکتب سالامانکا بیش از همه سزاوار است که به عنوان بنیانگذار اقتصاد به عنوان یک علم در نظر گرفته شود. این مکتب دکترین کاملی از اقتصاد را توضیح نداد، اما آنها اولین نظریه‌های اقتصادی مدرن را برای رسیدگی به مشکلات اقتصادی جدیدی که با پایان نظم قرون وسطی به وجود آمده بود را در اروپا ایجاد کردند. متأسفانه، تا پایان قرن هفدهم اثری از ادامه کار دنبال کنندگان این مکتب وجود نداشت و بسیاری از مشارکت‌های آنها فراموش شد، اما بعداً توسط دیگران دوباره کشف شدند.
تفکر این مکتب به عنوان «طرفدار بازار، طرفدار پول سخت، از بسیاری جهات ضد دولت، طرفدار مالکیت، و طرفدار بازرگان تا حد شگفت‌انگیزی» تعریف شده‌است.